# Голубки (Называевский район)
Голубки́ — деревня в Называевском районе Омской области, в составе Кисляковского сельского поселения.
Население — 24 (2010)

## Физико-географическая характеристика
Деревня расположена в 69 км к юго-западу от города Называевска.
Деревня расположена в лесостепи в пределах Ишимской равнины, относящейся к Западно-Сибирской равнине, близ государственной границы с Республикой Казахстан. В окрестностях — берёзовые колки, в понижениях местности — небольшие болотца. Почвы — солонцы луговые (гидроморфные). Высота над уровнем моря — 130 м.
По автомобильным дорогам расстояние до административного центра сельского поселения села Кисляки — 6 км, районного центра города Называевск — 75 км, до областного центра города Омск — 280 км.
Часовой пояс
Голубки, как и вся Омская область, находится в часовой зоне МСК+3. Смещение применяемого времени относительно UTC составляет +6:00.

## История
Год основания 1947. В советский период имелась 8-летняя школа.

## Население
| 1970 | 1989 | 2002 | 2010 |
| ---- | ---- | ---- | ---- |
| 350  | ↘261 | ↘124 | ↘24  |

В 1989 году немцы составляли 72 % населения деревни.